# Beierolpium holmi
Beierolpium holmi är en spindeldjursart som beskrevs av Volker Mahnert 1982. Beierolpium holmi ingår i släktet Beierolpium och familjen Olpiidae. Inga underarter finns listade.